# Walter Brandner
Walter Brandner (* 6. März 1941 in Klagenfurt) ist ein österreichischer Betriebswirt, Wirtschaftstreuhänder, Graphologe und Sachverständiger für Urkundenuntersuchung und Schriftwesen.
Von 1985 bis 2001 war er Vorstandsvorsitzender des Österreichischen Genossenschaftsverbandes (ÖGV) und von 1985 bis 1992 Aufsichtsratsmitglied in der Österreichischen Volksbanken-Aktiengesellschaft.

## Werdegang
Dkfm. Dr. Brandner maturierte 1959 an der Handelsakademie in Klagenfurt, verbrachte dann ein Jahr beim Raiffeisenverband Kärnten und studierte von 1960 bis 1965 an der Wirtschaftsuniversität Wien Betriebswirtschaft und spezialisierte sich auf Revision, Steuerrecht und Controlling.
Während des Studiums verbrachte er zwei Monate zum Sprachstudium im Computer Department von Dolcis LTd in London. Er engagierte sich u. a. als Finanzreferent und als Vorsitzender der Österreichischen Hochschülerschaft an der Hochschule für Welthandel. Er ist Mitglied des Studentenunterstützungsvereins Akademikerhilfe.
Seine Ausbildung zum Steuerberater und Wirtschaftsprüfer absolvierte er in der Wirtschaftsprüfungskanzlei DDR Kurt Neuner von 1966 bis 1976, wo er zuletzt als Prokurist und Leiter der Revisionsabteilung tätig war.
1976 kam er in den Volksbankenverbund, wo er als Vorstandsmitglied und später Vorsitzender des Österreichischen Genossenschaftsverbandes bis zu seiner Pensionierung im Jahr 2001 tätig und für die Revision (Genossenschaft) der österreichischen Volksbanken zuständig war.

## Berufliches Wirken als Wirtschaftsprüfer und Vorstandsvorsitzender des ÖGV
Im Rahmen seiner Tätigkeit im Österreichischen Genossenschaftsverbandes fungierte er auch als Herausgeber der Schulze-Delitzsch-Schriftenreihe.
Funktionen im Verbund waren u. a. im Aufsichtsrat der Schulze-Delitzsch-Haftungsgenossenschaft, der Volksbanken-Beteiligungsgesellschaft, des Volksbanken-Versicherungsdienstes und im Lenkungsausschuss des Allgemeinen Rechenzentrums. 1985 bis 1992 war er auch Aufsichtsrat in der Österreichischen Volksbanken-Aktiengesellschaft. In der Internationalen Volksbankenvereinigung (CIBP) war er Mitglied der Bankenkommission.
Er setzte sich für die Qualität der Ausbildung als Mitglied der Prüfungskommission für die Geschäftsleiterprüfung im Rahmen der Volksbankenakademie ein, weiters in der Kammer der Wirtschaftstreuhänder als Prüfungskommissär für Fachprüfungen für Wirtschaftsprüfer sowie als Vorsitzender der Prüfungskommission der Revisorenprüfung für Revisionsverbände.
Als Finanzexperte wurde er als Beisitzender in die Berufungskommission der Finanzlandesdirektion Wien/Niederösterreich/Burgenland bestellt und bekleidete 15 Jahre lang die Position eines Vorstandsmitgliedes der International Fiscal Assossiation.
Brandner teilte sein Wissen in zahlreichen Vorträgen und Publikationen mit einem breiten Fachpublikum. Neben seinen Veröffentlichungen in Sammelwerken der Schulze-Delitzsch-Schriftenreihe und in der Gewerblichen Genossenschaft publizierte er u. a. in den Zeitschriften „Der Wirtschaftstreuhänder“, „Organisation und Betrieb“ und „Österreichische Steuerzeitung“.

### Publikationen als Wirtschaftsprüfer
- Die Genossenschaftsrevision aus der Sicht des Praktikers, in: Fällt die genossenschaftliche Betreuungs- und Beratungsrevision der EU zum Opfer, Genossenschaftliche Schriftenreihe, Band 10, IGA Internationales Institut für Genossenschaftsforschung im Alpenraum, Beiträge zur Genossenschaftstagung am 16. November 2004 im EURAC – Europäische Akademie Bozen, 2004
- Innenrevision in Kreditunternehmen, in: Schulze-Delitzsch-Schriftenreihe des Österreichischen Genossenschaftsverbandes, Wien 1990
- Geschäftsführungsprüfung in: Schweizer Treuhand- und Revisionskammer, Zürich 1984
- Moral und Verantwortung in der Wirtschaft: in: Schulze-Delitzsch-Schriftenreihe des Österreichischen Genossenschaftsverbandes, Wien 1987

## Berufliches Wirken als Graphologe
Brandner war Präsident und ist Ehrenpräsident der Österreichischen Gesellschaft für Graphologie und Schriftexpertise (ÖGS).

### Publikationen als Graphologe
- Nachruf auf Prof. Dr. Walter R. Muckenschnabel, in: Fachzeitschrift für Angewandte Graphologie und Persönlichkeitsdiagnostik (AGP), Bundesverband Geprüfter Graphologen/Psychologen e.V. (Hrsg.), München, Ausgabe 3/2004
- Buchbesprechung Dr. Angelika Seibt: Unterschriften und Testamente, Praxis der forensischen Schriftuntersuchung, München 2008, ISBN 978-3-406-58113-7, in: Graphologie News, Online-Zeitung für Schriftpsychologie und Schriftvergleichung, November 2008
- Die deutsche Kurrentschrift, in: Graphologie News, Online-Zeitung für Schriftpsychologie und Schriftvergleichung, März 2010
- Die Hitler-Tagebücher, in: Graphologie News, Online-Zeitung für Schriftpsychologie und Schriftvergleichung, Jänner 2009[3]
- Liebesbriefe in Bilderschriften, in: Graphologie News, Online-Zeitung für Schriftpsychologie und Schriftvergleichung, Dezember 2008

## Auszeichnungen
- Verleihung des Titels Kommerzialrat